# Wilner Piquant
Wilner Piquant (1951. december 4. – ) haiti válogatott labdarúgókapus.

## Pályafutása

### Klubcsapatban
A Don Bosco, az Aigle Noir és a Violette AC csapatában játszott.

### A válogatottban
A haiti válogatott tagjaként részt vett az 1974-es világbajnokságon, de nem lépett pályára egyetlen mérkőzésen sem.